# Мюнхен
Мюнхен (на немски: München, произношение ['mʏnçən], на баварски диалект: Minga, на латински: Monacum, Monachium) е център на германската провинция Бавария. С население от 1 450 381 души (2015) той е третият по големина град в страната след Берлин и Хамбург (вж. Списък на градовете в Германия). Намира се на река Изар.
Фигурата на герба на Мюнхен е т. нар. „мюнхенското детенце“ (Münchner Kindl), което в действителност е фигура на монах.
Мюнхен е вторият по промишлена сила град в Германия и важен културен метрополис. Той е на първо място по важност в сферата на информационните технологии в Европа и на второ в сферата на издателската дейност и медиите в света след Ню Йорк.

## География
Разположен е на 519 метра надморска височина на Баварското плато.
Климатът в Мюнхен е умереноконтинентален. Най-високата средногодишна температура е през юли, а най-ниската – през януари. Количеството на валежите е най-високо през късната пролет и лятото. Средното количество на валежите е най-голямо през юни и най-малко през февруари. Голямата надморска височина и близостта до Алпите оказва съществена роля върху климата в Мюнхен, предизвиквайки повече валежи и снеговалежи в сравнение с други части на Германия. Алпите оказват влияние на климата и по друг начин, предизвиквайки образуването на топлия вятър фьон, който предизвиква рязко повишаване на температурата, дори и през зимата.
| Климатични данни за Мюнхен | Климатични данни за Мюнхен | Климатични данни за Мюнхен | Климатични данни за Мюнхен | Климатични данни за Мюнхен | Климатични данни за Мюнхен | Климатични данни за Мюнхен | Климатични данни за Мюнхен | Климатични данни за Мюнхен | Климатични данни за Мюнхен | Климатични данни за Мюнхен | Климатични данни за Мюнхен | Климатични данни за Мюнхен | Климатични данни за Мюнхен |
| Месеци | яну.                       | фев.                       | март                       | апр.                       | май                        | юни                        | юли                        | авг.                       | сеп.                       | окт.                       | ное.                       | дек.                       | Годишно                    |
| Абсолютни максимални температури (°C)                                                                                                  | 17,2                       | 21,1                       | 23,3                       | 26,6                       | 30,0                       | 33,8                       | 36,1                       | 37,1                       | 30,0                       | 26,1                       | 18,8                       | 20,5                       | 37,1                       |
| Средни максимални температури (°C) | 1,1                        | 3,5                        | 8,4                        | 13,3                       | 18,0                       | 21,4                       | 23,8                       | 22,9                       | 19,4                       | 13,6                       | 6,5                        | 2,3                        | 12,8                       |
| Средни температури (°C) | −2,2                       | −0,4                       | 3,4                        | 7,6                        | 12,2                       | 15,4                       | 17,3                       | 16,6                       | 13,4                       | 8,2                        | 2,8                        | −0,9                       | 7,8                        |
| Средни минимални температури (°C) | −5                         | −3,7                       | 0,4                        | 2,9                        | 7,1                        | 10,4                       | 12,0                       | 11,7                       | 8,8                        | 4,5                        | 0,2                        | −3,5                       | 3,8                        |
| Абсолютни минимални температури (°C)                                                                                                   | −30,5                      | −22,7                      | −15,5                      | −6,1                       | −2,7                       | −2,7                       | 3,8                        | 3,8                        | 0                          | −6,1                       | −14,4                      | −21,1                      | −26,6                      |
| Средни месечни валежи (mm) | 54                         | 45                         | 60                         | 70                         | 93                         | 123                        | 117                        | 114                        | 90                         | 69                         | 71                         | 58                         | 967                        |
| --- | -------------------------- | -------------------------- | -------------------------- | -------------------------- | -------------------------- | -------------------------- | -------------------------- | -------------------------- | -------------------------- | -------------------------- | -------------------------- | -------------------------- | -------------------------- |
| Източник: Световна метеорологична организация Climate Munich – Bavaria // Архивиран от оригинала на 2012-03-23. Посетен на 2013-10-31. |                            |                            |                            |                            |                            |                            |                            |                            |                            |                            |                            |                            |                            |

## История
През 1154 г. Ото Фрайзингски установява контрол над търговията със сол, добивана в Райхенхал, тъй като мостът на река Изар при Оберфьоринг (Oberföring, днес в Мюнхен) е под негово управление. Вследствие на конфликт с херцога на Бавария Хайнрих Лъв, мостът е подпален, а Хайнрих Лъв построява нов мост по-надолу по течението на реката, който търговците са задължени да ползват. Така през 1158 г. Мюнхен е основан от Хайнрих Лъв. През 1210 г. придобива статута на град (civitas). През 1327 г. е опожарен. През 1632 г. е превзет от Швеция по време на 30-годишната война. Хабсбургите си го връщат през 1705 г. През 1806 г. става столица на новата държава Кралство Бавария. През 1882 г. градът е електрифициран.
След Първата световна война за половин година (1918 – 1919 г.) просъществува Мюнхенската съветска република.
През 1923 г. в Мюнхен се провежда Бирения пуч – неуспешен опит за преврат срещу Ваймарската република. От 1933 г. в града се намира щабът на Националсоциалистическата работническа партия.
През 1972 г. в Мюнхен се провеждат XX. летни олимпийски игри, по време на които група израелски атлети са убити от палестински терористи.

## Управление
Настоящият кмет на Мюнхен, Дитер Райтер, е от Социалдемократическата партия.

## Икономика
Мюнхен е един от новите икономически центрове в Германия. Промишлености на бъдещето като биотехнологии и интернет са силно представени в Мюнхен, известен още като „световен град със сърце“ (Weltstadt mit Herz). Градът е дом на много от централите на големи застрахователни компании като Allianz и Münchener Rück, на автопроизводителите BMW, фирмите за електроника Siemens AG и Infineon Technologies, както и на немските централи на McDonald’s и Microsoft. Освен това Мюнхен е вторият град с най-много издателски къщи в света, като пред него е само Ню Йорк. Мюнхен се счита за столица на информационните технологии в страната.
Между 2005 и 2013 г. градската управа провежда проект, посредством който всички нейни компютри преминават към операционната система GNU/Linux. По този начин градът спестява над 10 млн. евро.
Брутният вътрешен продукт за 2008 г. е 73 милиарда евро. Броят на плащащите социални осигуровки е 686 734 души.

## Население
През 2010 г. в Мюнхен живеят 1 353 186 души.
През 2009 г. има 748 678 домакинства, 51,4% от населението са жени. 16,9% от населението са младежи под 20-годишна възраст. Чужденците са 315 924.

### Чужденци
През 2009 г. в Мюнхен живеят 5982 българи.
Брой и произход на част от чужденците в Мюнхен към 31 декември 2024 г.:
| Страна              | Численост |
| Турция              | 39 757    |
| Хърватия            | 36 934    |
| Италия              | 28 723    |
| Украйна             | 24 744    |
| Босна и Херцеговина | 24 729    |
| Гърция              | 24 684    |
| Австрия             | 19 185    |
| Индия               | 17 417    |
| Румъния             | 16 793    |
| Полша               | 16 530    |
| Сърбия              | 14 869    |
| България            | 14 561    |
| Косово              | 13 274    |
| Китай               | 13 259    |
| Русия               | 12 022    |
| Испания             | 10 135    |
| Афганистан          | 10 128    |
| Франция             | 10 088    |
| Ирак                | 9 165     |
| Унгария             | 7 014     |

## Административно деление
След административната реформа през 1992 г. броят на районите в Мюнхен е редуциран от 41 на 26. Те са:
| 1. Алтщад-Леел (Altstadt-Lehel) 2. Лудвигсфорщад-Изарфорщад (Ludwigsvorstadt-Isarvorstadt) 3. Максфорщад (Maxvorstadt) 4. Швабинг (Schwabing) 5. Ау-Хайдхаузен (Au-Haidhausen) 6. Зендлинг (Sendling) 7. Зендлинг-Вестпарк (Sendling-Westpark) 8. Шванталерхьое (Schwanthalerhöhe) 9. Нойхаузен-Нимфенбург (Neuhausen-Nymphenburg) 10. Мюнхен-Мозах (München-Moosach) 11. Милбертсхофен-Ам Харт (Milbertshofen-Am Hart) 12. Швабинг-Фрайман (Schwabing-Freimann) 13. Богенхаузен (Bogenhausen) 14. Берг на Лайм (Berg am Laim) 15. Трудеринг-Рийм (Trudering-Riem) 16. Рамерсдорф-Перлах (Ramersdorf-Perlach) 17. Обергийзинг (Obergiesing) 18. Унтергийзинг-Харлахинг (Untergiesing-Harlaching) 19. Талкирхен-Оберзендлинг-Форстенрийд-Фюрстенрийд-Золн (Thalkirchen-Obersendling-Forstenried-Fürstenried-Solln) 20. Хадерн (Hadern) 21. Пазинг-Оберменцинг (Pasing-Obermenzing) 22. Аубинг-Лоххаузен-Лангвийд (Aubing-Lochhausen-Langwied) 23. Алах-Унтерменцинг (Allach-Untermenzing) 24. Фелдмохинг-Хазенбергъл (Feldmoching-Hasenbergl) 25. Лайм (Laim) |

## Образование и наука
В Мюнхен има 13 висши учебни заведения с общо 88 165 студенти. 41 776 от тях учат в университета „Лудвиг-Максимилиан“, 22 760 в Техническия университет. 47,5% от студентите са жени. Университетът „Лудвиг-Максимилиан“ е вторият по големина в Германия.

## Туризъм
Мюнхен е популярна туристическа дестинация. През 2009 г. е посетен от 4 983 632 туристи. През 2011 г. в града има леглова база от около 57 000 легла.
Най-посещаваното събитие в Мюнхен е двуседмичния панаир Октоберфест. За първи път се провежда на 12 октомври 1810 г. в чест на сватбата на принц Лудвиг I и принцеса Тереза фон Сакс-Хилдбургхаузен. Празненствата приключват с конни състезания и в следващите години били продължени и доразвити в бирения фест, познат днес.
Има ред важни музеи и галерии, сред които са трите пинакотеки: Старата, Новата и Пинакотеката на модерното изкуство. Преди Първата световна война той е средище на художниците от групата Синият конник (Der Blaue Reiter).
Други известни туристически атракции са Английската градина – парк в центъра с красиви трасета за джогинг, езера, кафенета, място за сърфиране и нудистки площи, Техническият музей, площадът Мариенплац, намиращ се в центъра на града, богато украсеният часовник с движещи се фигури на фасадата на Новото кметство. Мариенплац е най-красивият площад в Мюнхен, наречен на името на Божията майка. В близост до него са разположени Старото и Новото кметство, центърът за туристическа информация, една от основните търговски улици на града с много магазини, барове и ресторанти. В центъра на площада се издига колона на Дева Мария (Mariensäule) – позлатена статуя, открита на 8 ноември 1638 г., поръчана от Максимилиан I. Мариенплац е традиционно място за срещи и провеждани на мероприятия на национално или градско равнище.
Други известни сгради в Мюнхен са Фрауенкирхе (Катедралата „Св. Богородица“) и Олимпийската кула, радио- и телевизионно съоръжение, разположено в Олимпийския парк. Фрауенкирхе е една от най-впечатляващите сгради в центъра – Веднага се разпознава по двете си куполни кули, завършващи подобно на минарета, едната малко по-висока от другата.
Сградата на Централата на BMW с овалния музей, също е построена за Летните олимпийски игри през 1972 г.

## Спорт
В Мюнхен се провеждат XX. Летни олимпийски игри през 1972 г. Градът има два големи футболни отбора – ФК Байерн Мюнхен и ТШФ Мюнхен 1860.
Мачове от Световното първенството по футбол през 1974 г. и първенството през 2006 г. са играни в Мюнхен. През 2006 г. в Мюнхен е изиграна първата среща от Мондиала. През 1974 г. срещите се провеждат на олимпийския стадион, а през 2006 г. – на новия „Алианц Арена“.
През 2021 и 2024 г. се провеждат мачовете от Европейското първенство.

## Транспорт
Мюнхенското международно летище е наречено на името на Франц Йозеф Щраус. То е седмото по големина пътническо летище в Европейския съюз с преминали през него 28,5 милиона пътници през 2005 г. Мюнхен има голяма транспортна система, включваща метро, влакове от предградията, трамваи и автобуси. Местният транспорт се наблюдава от Мюнхенската транспортна и тарифна организация (Münchner Verkehrsgesellschaft mbH, MVG).

## Побратимени градове
Мюнхен е побратимен град и партньор със следните градове:
- Бордо, Франция от 30 май 1964
- Верона, Италия от 17 март 1960
- Единбург, Шотландия от 1954
- Киев, Украйна от 6 октомври 1989
- Сапоро, Япония от 28 август 1972
- Синсинати, Охайо, САЩ от 18 септември 1989
- Тюмен, Русия от 8 юни 2002
- Хараре, Зимбабве от 1996

## Известни личности
Родени в Мюнхен
- Франц Бекенбауер (р. 1945), футболист и треньор
- Шарл де Костер (1827 – 1879), белгийски писател
- Рудолф Мьосбауер (р. 1929), физик
- Мари-Луиз фон Франц (1915 – 1998), швейцарска психоложка
- Хайнрих Химлер (1900 – 1945), политик
- Елизабет Баварска (Сиси) (1837 – 1898), императрица на Австрия и кралица на Унгария
- Карл-Теодор цу Гутенберг (р. 1971), политик и министър на отбраната
- Маркус Бабел (р. 1972), футболист и треньор
- Бриана Банкс, порноактриса
- Медисън Айви, порноактриса

Починали в Мюнхен
- Оскар Андерсон (1887 – 1960), статистик
- Ханс Бертрам (1906 – 1993), авиатор и режисьор
- Луйо Брентано (1844 – 1931), икономист
- Ерих Кестнер (1899 – 1974), писател
- Юстус фон Либих (1803 – 1873), химик
- Херман Обрист (1862 – 1927), швейцарски художник
- Георг Ом (1789 – 1854), физик
- Вилхелм Рьонтген (1845 – 1923), физик
- Паул фон Хайзе (1830 – 1914), писател, поет и драматург
- Вернер Хайзенберг (1901 – 1976), физик
- Макс Шрек (1879 – 1936), актьор

Други личности, свързани с Мюнхен
- Стоян Брънчев (1860 – 1940), български лесовъд, завършва лесовъдство през 1889
- Емил Костадинов (р.1967), български футболист, играе в Байерн Мюнхен в периода 1995 – 1996
- Емануил Иванов (1857 – 1925), български математик, завършва математика и физика през 1883
- Паул Клее (1879 – 1940), художник, живее в града през 1898 – 1931
- Васил Кънчов (1862 – 1902), български учен, учи химия през 1880-те
- Чавдар Мутафов (1889 – 1954), български писател, завършва машинно инженерство през 1912 и архитектура през 1925
- Александър Стамболийски (1879 – 1923), български политик, учи агрономство в началото на 20 век
- Александър Станишев (1886 – 1945), български лекар и политик, завършва медицина през 1910
- Фьодор Тютчев (1803 – 1873), руски поет, живее в града през 1822 – 1837 и 1840 – 1844
- Александър Цанков (1879 – 1959), български политик, учи икономика в началото на 20 век
- Васил Карагьозов (1856 – 1938), български учител, индустриалец, политик, общественик, дарител, почетен немски вицеконсул, секретар на Зографски манастир, Света гора, Атон, следва инженерно-технически науки (1878 – 1881)

## Фотогалерия
- Статуя на Бавария
- Фелдхернхале заедно с Театинеркирхе.
- Базиликата Св. Павел
- Небостъргачът „Uptown Munich“